# Leylah Fernandezová
Leylah Annie Fernandezová (nepřechýleně Fernandez, * 6. září 2002 Montréal), je kanadská profesionální tenistka hrající levou rukou. Ve své dosavadní kariéře na okruhu WTA Tour vyhrála čtyři singlové turnaje včetně dvou triumfů z Monterrey Open. V rámci okruhu ITF získala jeden singlový a dva deblové tituly.
Na žebříčku WTA byla ve dvouhře nejvýše klasifikována v srpnu 2022 na 13. místě a ve čtyřhře v říjnu 2023 na 17. místě. Na juniorském kombinovaném žebříčku ITF nejvýše figurovala v únoru 2019 na 4. místě. Trénují ji otec Jorge Fernandez a Francisco Sanchez.
V juniorské kategorii grandslamu skončila jako poražená finalistka na Australian Open 2019 po prohře s Dánkou Clarou Tausonovou. Na cestě do finále ženské dvouhry US Open 2021 vyřadila tři členky první světové pětky. V 19 letech se stala první grandslamovou finalistkou narozenou v roce 2002 a později. V boji o titul podlehla 18leté britské kvalifikantce Emmě Raducanuové z druhé světové stovky. Bodový zisk ji po skončení posunul do elitní světové třicítky.
V kanadském týmu Billie Jean King Cupu debutovala jako 16letá v roce 2019 prostějovskou baráží Světové skupiny proti České republice, v níž prohrála s Markétou Vondroušovou. Češky zvítězily 4:0 na zápasy. V roce 2023 dovedla kanadský tým k historicky prvnímu titulu, když v kvalifikaci a finálovém turnaji ovládla celkem šest dvouher a dvě čtyřhry. Do listopadu 2025 v soutěži nastoupila k dvanácti mezistátním utkáním s bilancí 12–4 ve dvouhře a 4–0 ve čtyřhře.
Kanadu reprezentovala na odložených Letních olympijských hrách 2020 v Tokiu, kde v ženské dvouhře prohrála ve druhém kole s osmou nasazenou Češkou Barborou Krejčíkovou.

## Soukromý život
Narodila se roku 2002 v kanadském Montréalu. Matka má kořeny na Filipínách a otec pochází z Ekvádoru. Plynně hovoří anglicky, španělsky a francouzsky. Tenis začala hrát v pěti letech.

## Tenisová kariéra

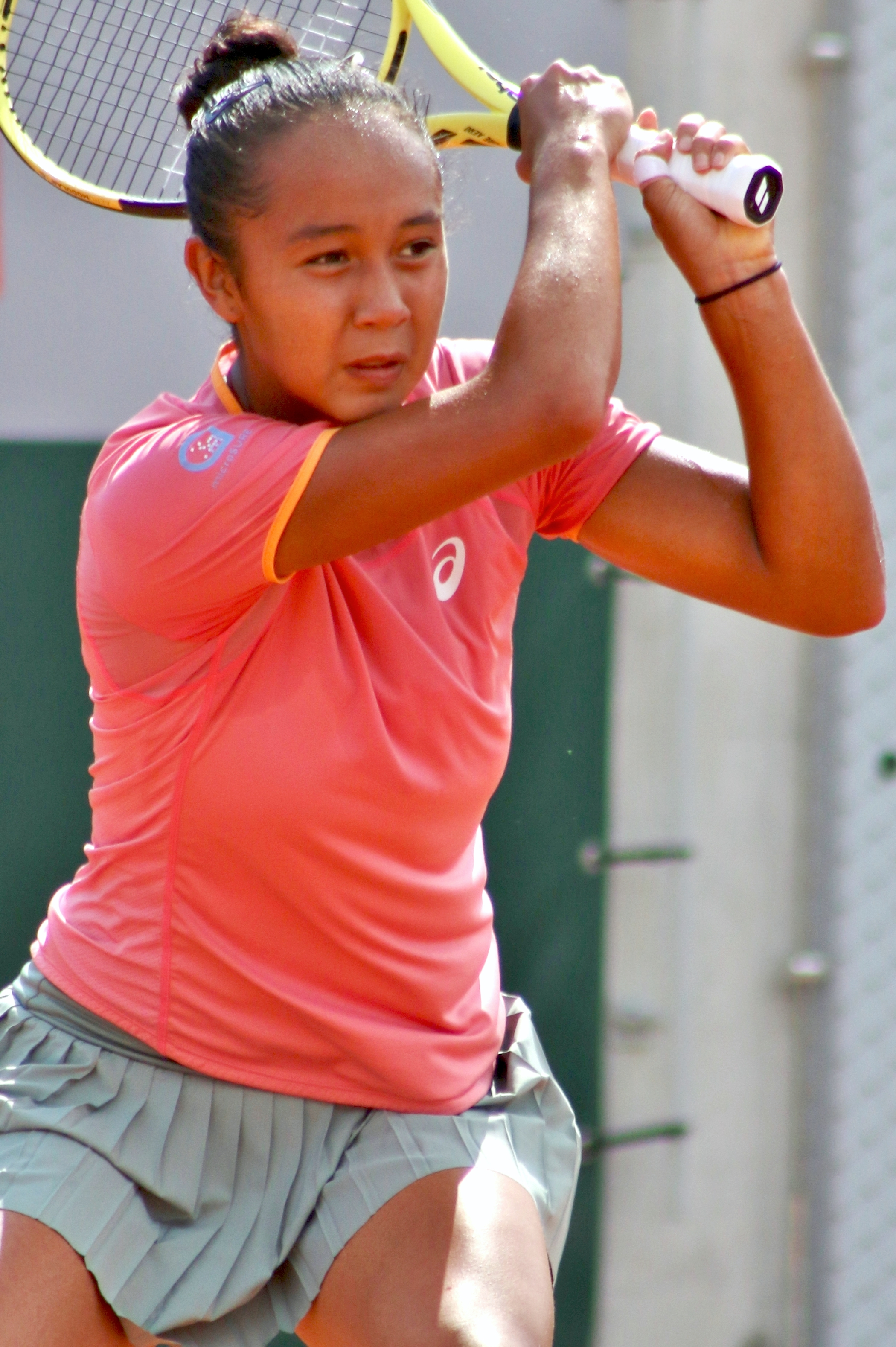
Bekhend na French Open 2021

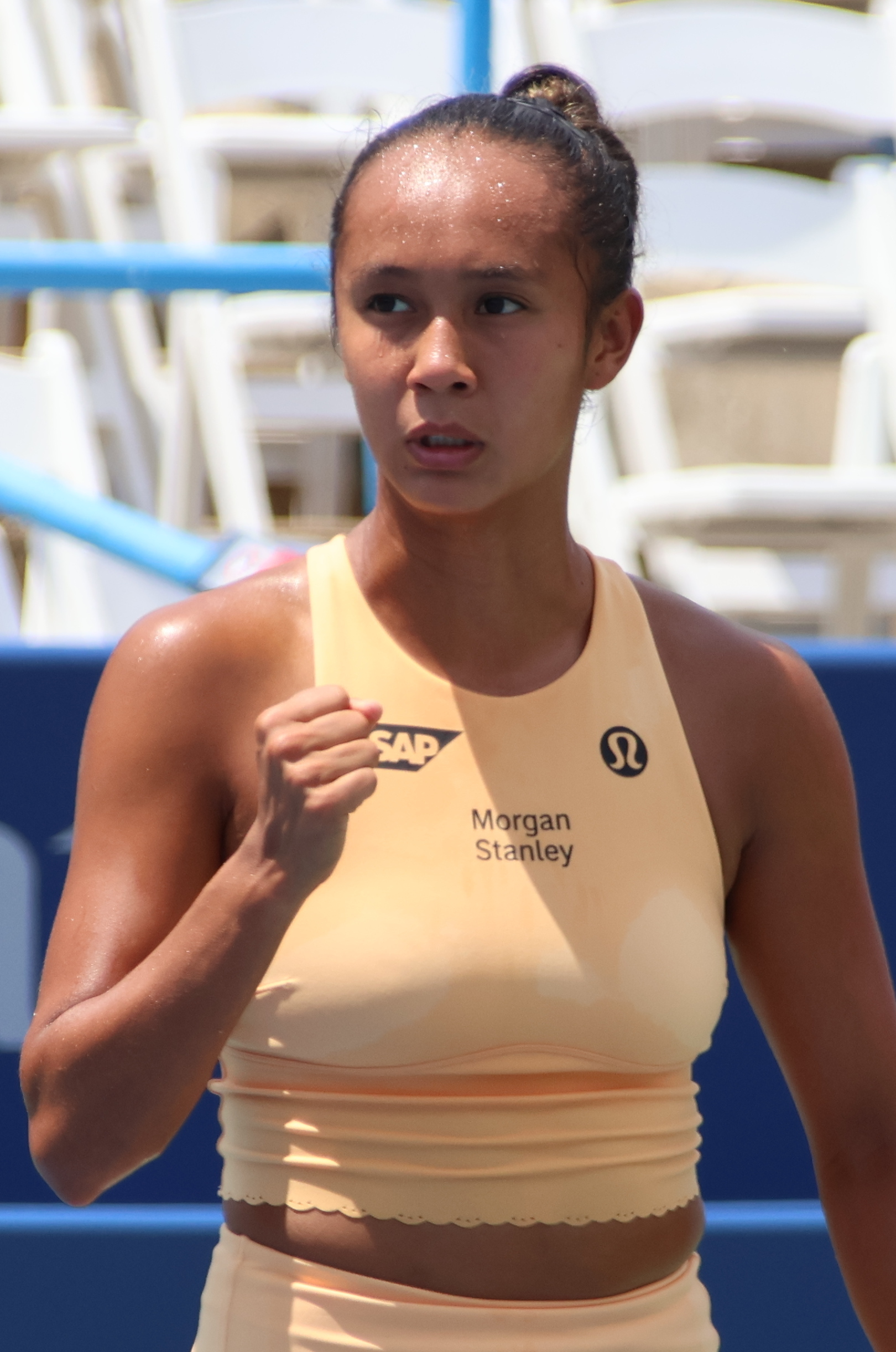
Na vítězném Washington Open 2025

V rámci hlavních soutěží událostí okruhu ITF debutovala v dubnu 2017, když na turnaji v mississippském Jacksonu s dotací 25 tisíc dolarů postoupila z kvalifikace. Ve druhém kole dvouhry podlehla Rusce Alle Kudrjavcevové. V červenci 2018 ji ve druhém kole 60tisícové události ITF v Granby přehrála krajanka Bianca Andreescuová.
V kvalifikaci okruhu WTA Tour debutovala jako 15letá na srpnovém Rogers Cupu 2018 ve svém rodném Montréalu, do níž obdržela z pozice 730. ženy žebříčku WTA divokou kartu. Do hlavní soutěže se neprobojovala po porážce v kvalifikačním kole od britské hráčky Katie Boulterové. Hlavní soutěž si poprvé zahrála o měsíc později na zářijovém Coupe Banque Nationale 2018 v Québecu, kde získala divoké karty do dvouhry i čtyřhry. V singlové soutěži na úvod porazila krajanku Gabrielu Dabrowskou, čímž vyhrála premiérový zápas na túře WTA. Ve druhém kole ji zastavila Britka Heather Watsonová. V prvním kole deblu prohrála po boku Sharon Fichmanové s pozdějšími americkými vítězkami Asií Muhammadovou a Marií Sanchezovou. Hráčku Top 10 premiérově přehrála v kvalifikaci Billie Jean King Cupu 2021 proti Švýcarsku, v níž zdolala světovou pětku Belindu Bencicovou.
První singlový titul na okruhu WTA Tour získala na březnovém Monterrey Open 2021, když v jeho průběhu neztratila žádný set. Ve finále zdolala švýcarskou kvalifikantku Viktoriji Golubicovou. V 18 letech byla nejmladší členkou celého startovního pole. Bodový zisk pro ni znamenal posun na nové žebříčkové maximum, 72. příčku.
Na cestě do finále US Open 2021 porazila tři členky elitní světové pětky, což se jí v otevřené éře newyorského majoru podařilo jako třetí tenistce. Ve třetím kole vyřadila třetí ženu klasifikace a obhájkyni titulu Naomi Ósakaovou. První brejkbolovou příležitost měla až v závěru druhé sady za stavu her 5–6, kdy Japonka podávala na vítězství. Den po 19. narozeninách porazila ve čtvrtfinále ukrajinskou světovou pětku Elinu Svitolinovou a v semifinále druhou ženu klasifikace Arynu Sabalenkovou z Běloruska. Stala se tak první grandslamovou finalistkou narozenou v roce 2002 či později. V této charakteristice ji následovala finálová přemožitelka, 18letá britská kvalifikantka Emma Raducanuová, které podlehla ve dvou setech. Bodový zisk ji po skončení poprvé posunul do první světové třicítky.
V 19 letech obhájila trofej na Monterrey Open 2022. Do finále postoupila přes Brazilku Beatriz Haddad Maiovou. V závěrečném utkání přehrála Kolumbijku Camilu Osoriovou po třísetovém boji za 2:52 hodiny. V prvním vzájemném duelu odvrátila pět mečbolů a rozhodla až ziskem tiebreaku závěrečné sady. Třetí kariérní titul si odvezla z říjnového Hong Kong Tennis Open 2023, kde startovala jako šedesátá hráčka žebříčku. Před třetí sadou úvodního kola jí skrečovala nejvýše nasazená Viktoria Azarenková. Po semifinálové výhře nad Annou Blinkovovou svedla třísetové finále s Kateřinou Siniakovou. Češku porazila i ve druhém vzájemném duelu, jímž navázala na výhru z French Open 2022. Po skončení se vrátila do první světové padesátky. O týden později ji Siniaková čerstvou porážku oplatila v semifinále nančchangského Jiangxi Open 2023.
Na finálovém turnaji Billie Jean King Cupu 2023 dovedla Kanadu k historicky prvnímu titulu v soutěži. Z pozice jedničky týmu vyhrála v ročníku všechna utkání, šest dvouher a dvě čtyřhry. V základní skupině finále porazila Saru Sorribesovou Tormovou ze Španělska i Magdu Linetteovou z Polska. Do světového semifinále proti Česku nastoupila pod tlakem, po úvodní prohře kanadské dvojky. Duel se světovou sedmičkou Markétou Vondroušovou však zvládla po třísetovém průběhu. Po boku Dabrowské pak vyhrály i rozhodující čtyřhru nad grandslamovými šampionkami Krejčíkovou a Siniakovou. Ve finále korunovala celkové vítězství, když získala druhý rozhodující bod proti Itálii výhrou nad Jasmine Paoliniovou. Kanada tak vybojovala první titul a stala se třináctou vítěznou zemí v soutěži.
Čtvrtou trofej na okruhu WTA Tour vyhrála ve 22 letech na washingtonském Mubadala Citi DC Open 2025. Ve druhém kole, po více než třech hodinách, vyřadila světovou čtyřku a nejvýše nasazenou Jessicu Pegulaovou. V semifinále pak po dalším tříhodinovém klání přehrála dvanáctou ženu pořadí Jelenu Rybakinovou, když všechny sady rozhodl až tiebreak. V 69minutovém finále ztratila jen tři gamy s Annou Kalinskou z konce elitní světové padesátky. Získala tak první trofej v kategorii vyšší než WTA 250, v úrovni WTA 500. Na Washington Open se stala první kanadskou šampionkou. Po skončení se 28. července 2025 posunula o dvanáct míst výše, na 24. místo žebříčku.

## Finále na Grand Slamu

### Ženská dvouhra: 1 (0–1)
| Stav       | rok  | turnaj  | povrch | soupeřka ve finále | výsledek |
| ---------- | ---- | ------- | ------ | ------------------ | -------- |
| Finalistka | 2021 | US Open | tvrdý  | Emma Raducanuová   | 4–6, 3–6 |

### Ženská čtyřhra: 1 (0–1)
| Stav       | rok  | turnaj      | povrch | spoluhráčka        | soupeřky ve finále     | výsledek           |
| ---------- | ---- | ----------- | ------ | ------------------ | ---------------------- | ------------------ |
| Finalistka | 2023 | French Open | antuka | Taylor Townsendová | Sie Šu-wej Wang Sin-jü | 6–1, 6–7(5–7), 1–6 |

## Finále na okruhu WTA Tour
| Legenda                                          |
| ------------------------------------------------ |
| D – dvouhra; Č – čtyřhra                         |
| Grand Slam (0–1 D; 0–1 Č)                        |
| Turnaj mistryň (0)                               |
| Premier Mandatory & Premier 5 / WTA 1000 (0–2 Č) |
| Premier / WTA 500 (1–1 D)                        |
| International / WTA 250 (3–1 D; 0–1 Č)           |

### Dvouhra: 7 (4–3)
| Stav       | č. | datum             | turnaj                           | kategorie     | povrch | soupeřka ve finále   | výsledek                |
| ---------- | -- | ----------------- | -------------------------------- | ------------- | ------ | -------------------- | ----------------------- |
| Finalistka | 1. | 29. února 2020    | Acapulco, Mexiko                 | International | tvrdý  | Heather Watsonová    | 4–6, 7–6(10–8), 1–6     |
| Vítězka    | 1. | 21. března 2021   | Monterrey, Mexiko                | WTA 250       | tvrdý  | Viktorija Golubicová | 6–1, 6–4                |
| Finalistka | 2. | 11. září 2021     | US Open, New York, Spojené státy | Grand Slam    | tvrdý  | Emma Raducanuová     | 4–6, 3–6                |
| Vítězka    | 2. | 6. března 2022    | Monterrey, Mexiko (2)            | WTA 250       | tvrdý  | Camila Osoriová      | 6–7(5–7), 6–4, 7–6(7–3) |
| Vítězka    | 3. | 15. října 2023    | Hongkong, Čína                   | WTA 250       | tvrdý  | Kateřina Siniaková   | 3–6, 6–4, 6–4           |
| Finalistka | 3. | 29. června 2024   | Eastbourne, Spojené království   | WTA 500       | tráva  | Darja Kasatkinová    | 3–6, 4–6                |
| Vítězka    | 4. | 27. července 2025 | Washington, D.C., Spojené státy  | WTA 500       | tvrdý  | Anna Kalinská        | 6–1, 6–2                |

### Čtyřhra: 4 (0–4)
| Stav       | č. | datum           | turnaj                      | povrch     | kategorie | spoluhráčka              | soupeřky ve finále                 | výsledek           |
| ---------- | -- | --------------- | --------------------------- | ---------- | --------- | ------------------------ | ---------------------------------- | ------------------ |
| Finalistka | 1. | leden 2023      | Auckland, Nový Zéland       | WTA 250    | tvrdý     | Bethanie Mattek-Sandsová | Miju Katová Aldila Sutjiadiová     | 6–1, 5–7, [4–10]   |
| Finalistka | 2. | 2. dubna 2023   | Miami, Spojené státy        | WTA 1000   | tvrdý     | Taylor Townsendová       | Coco Gauffová Jessica Pegulaová    | 6–7(6–8), 2–6      |
| Finalistka | 3. | 11. června 2023 | French Open, Paříž, Francie | Grand Slam | antuka    | Taylor Townsendová       | Sie Šu-wej Wang Sin-jü             | 6–1, 6–7(5–7), 1–6 |
| Finalistka | 4. | 19. srpna 2024  | Cincinnati, Spojené státy   | WTA 1000   | tvrdý     | Julia Putincevová        | Asia Muhammadová Erin Routliffeová | 6–3, 1–6, [4–10]   |

## Finále na juniorce Grand Slamu

### Dvouhra juniorek: 2 (1–1)
| Stav       | rok  | turnaj          | povrch | soupeřka ve finále | výsledek |
| ---------- | ---- | --------------- | ------ | ------------------ | -------- |
| Finalistka | 2019 | Australian Open | tvrdý  | Clara Tausonová    | 4–6, 3–6 |
| Vítězka    | 2019 | French Open     | antuka | Emma Navarrová     | 6–3, 6–2 |

## Finále soutěží družstev: 1 (1–0)
| Výsledek | č. | datum a místo konání                                                                             | spoluhráčky                                                                | soupeřky                                                                                                 | skóre |
| -------- | -- | ------------------------------------------------------------------------------------------------ | -------------------------------------------------------------------------- | --- | ----- |
| Vítězka  | 1. | Billie Jean King Cup 2023 12. listopadu 2023 Sevilla, Španělsko tvrdý (hala), Estadio La Cartuja | Rebecca Marinová Eugenie Bouchardová Marina Stakusicová Gabriela Dabrowská | Itálie                                                                                                   | 2–0   |
| Vítězka  | 1. | Billie Jean King Cup 2023 12. listopadu 2023 Sevilla, Španělsko tvrdý (hala), Estadio La Cartuja | Rebecca Marinová Eugenie Bouchardová Marina Stakusicová Gabriela Dabrowská | Jasmine Paoliniová Martina Trevisanová Elisabetta Cocciarettová Lucia Bronzettiová Lucrezia Stefaniniová | 2–0   |

## Vítězství nad hráčkami Top 10
Přehled
| Sezóna    | 2020 | 2021 | 2022 | 2023 | 2024 | 2025 | Celkem |
| --------- | ---- | ---- | ---- | ---- | ---- | ---- | ------ |
| Vítězství | 1    | 3    | 0    | 1    | 2    | 2    | 9      |

Vítězství
| Č.          | hráčka top 10       | WTA | turnaj                                   | povrch    | fáze              | skóre              | LF  |
| ----------- | ------------------- | --- | ---------------------------------------- | --------- | ----------------- | ------------------ | --- |
| Sezóna 2020 |                     |     |                                          |           |                   |                    |     |
| 1.          | Belinda Bencicová   | 5.  | Fed Cup, Biel, Švýcarsko                 | tvrdý (h) | kvalifikační kolo | 6–2, 7–6(7-3)      | 18. |
| Sezóna 2021 |                     |     |                                          |           |                   |                    |     |
| 2.          | Naomi Ósakaová      | 3.  | US Open, New York, Spojené státy         | tvrdý     | 3. kolo           | 5–7, 7–6(7–2), 6–4 | 73. |
| 3.          | Elina Svitolinová   | 5.  | US Open, New York, Spojené státy         | tvrdý     | čtvrtfinále       | 6–3, 3–6, 7–6(7–5) | 73. |
| 4.          | Aryna Sabalenková   | 2.  | US Open, New York, Spojené státy         | tvrdý     | semifinále        | 7–6(7–3), 4–6, 6–4 | 73. |
| Sezóna 2023 |                     |     |                                          |           |                   |                    |     |
| 5.          | Markéta Vondroušová | 7.  | Billie Jean King Cup, Sevilla, Španělsko | tvrdý (h) | semifinále        | 6–2, 2–6, 6–3      | 35. |
| Sezóna 2024 |                     |     |                                          |           |                   |                    |     |
| 6.          | Čeng Čchin-wen      | 7.  | Dauhá, Katar                             | tvrdý     | 3. kolo           | 7–5, 6–3           | 38. |
| 7.          | Jelena Rybakinová   | 4.  | Cincinnati, Spojené státy                | tvrdý     | 2. kolo           | 3–6, 7–6(7–3), 6–4 | 27. |
| Sezóna 2025 |                     |     |                                          |           |                   |                    |     |
| 8.          | Emma Navarrová      | 9.  | Dauhá, Katar                             | tvrdý     | 2. kolo           | 6–2, 6–2           | 27. |
| 9.          | Jessica Pegulaová   | 4.  | Washington, D.C., Spojené státy          | tvrdý     | 2. kolo           | 6–3, 1–6, 7–5      | 36. |